# Piotr Opaliński (1586–1624)
Piotr Opaliński herbu Łodzia (ur. w 1586, zm. 17 stycznia 1624) – wojewoda poznański w latach 1622–1624, kasztelan poznański w latach 1620–1622, starosta pobiedziski w 1614 roku.

## Życiorys
Syn Jana Opalińskiego i Barbary z Ostroroga Lwowskiej herbu Nałęcz.
Po śmierci swojego ojca w 1598 roku został właścicielem Sierakowa. Uczył się w Poznaniu w kolegium jezuickim, a później w Ingolstadt oraz w 1604 w Padwie. Przebywał w Rzymie, a w 1605 powrócił do kraju. Posłował na sejm 1606. W 1611 drogą cesji dostał starostwo śremskie, a miał już wówczas i pobiedziskie. Poseł województw poznańskiego i kaliskiego na sejm zwyczajny 1613 roku. Był jednym z delegatów, których w 1613 wyznaczył sejm i wysłał do skonfederowanego wojska w Lublinie. W 1616 był członkiem poselstwa wysyłanego do Moskwy. Dworzanin i sekretarz królewski. W 1617 wraz ze swoją rotą brał udział w wyprawie Władysława IV przeciw Moskwie. Na nieustannych walkach spędził zimę 1617/18. W 1620 mianowany został kasztelanem poznańskim, a w 1621 dowodził pułkiem w czasie wyprawy chocimskiej. Wojewodą poznańskim został w 1622. Domagał się na sejmiku średzkim 1624 przeprowadzenia nowego powszechnego pomiaru dla bardziej sprawiedliwego rozłożenia podatków. W Sierakowie lokował bernardynów, ale już im nie zdążył wystawić klasztoru i kościoła. Za młodu pisywał wiersze łacińskie, a kilka z nich drukował w T. Grzybowskiego Disputatio philosophica (Ingolstadt 1604). Powiększając skrzętnie swój majątek, zgromadził 3 miasta: Sieraków, Bnin i Czerniew oraz 50 wsi.
Żonaty w 1607 roku z Zofią Kostką (1591–1639) córką Krzysztofa Kostki i Anny Pileckiej, która już jako wdowa odkupiła klucz włoszakowicki od Łukasza Opalińskiego. Miał dwóch synów: Krzysztofa, wojewodę poznańskiego i Łukasza, marszałka nadwornego koronnego oraz trzy córki: Annę Beatę (żonę Stanisława Przyjemskiego), Franciszkę, benedyktynkę w Poznaniu i Zofię, żonę S. Koniecpolskiego, później S. Koreckiego.
Zmarł 17 stycznia 1624 i pochowany został w Kościele Bernardynów w Sierakowie i gdzie Sebastian Sala wykonał mu nagrobek. W 1995 jego sarkofag został przeniesiony do Zamku w Sierakowie.

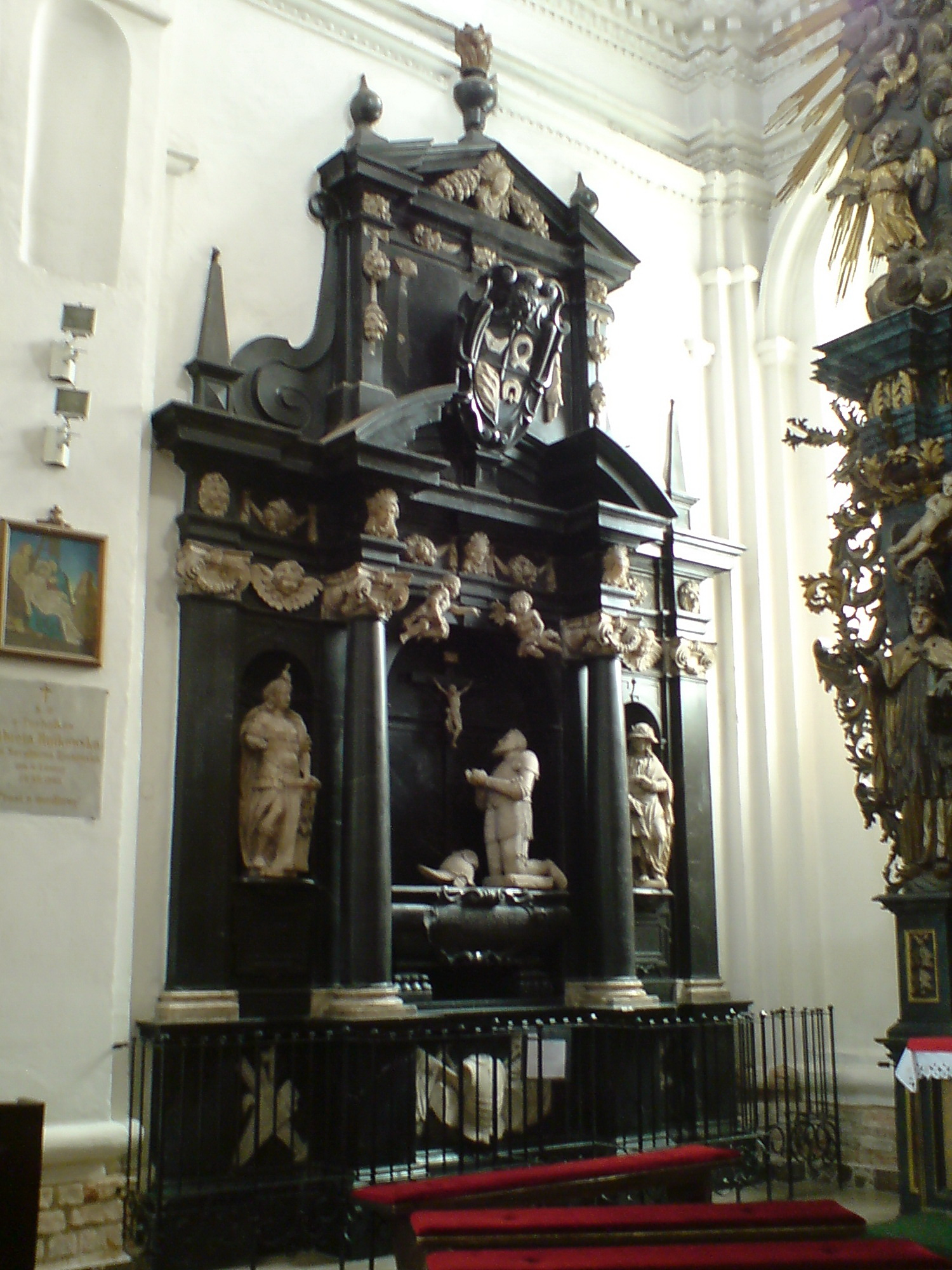
Nagrobek Piotra Opalińskiego w kościele w Sierakowie